# Cyril Julian
Cyril Julian, född 29 mars 1974 i Castres, Frankrike, är en fransk basketspelare som tog OS-silver 2000 i Sydney. Detta var Frankrikes första medalj på 52 år i herrbasket vid olympiska sommarspelen. Han har främst spelat för den franska klubben SLUC Nancy.